# Crypthelia formosa
Crypthelia formosa is een hydroïdpoliep uit de familie Stylasteridae. De poliep komt uit het geslacht Crypthelia. Crypthelia formosa werd in 1983 voor het eerst wetenschappelijk beschreven door Cairns. 